# Сёмин, Владислав Витальевич
Владислав Витальевич Сёмин (род. 17 февраля 1998, Нижний Тагил, Свердловская область) — российский хоккеист, защитник.
Начинал хоккейную карьеру в «Спутнике» Нижний Тагил, в 2013 году перешел в хоккейную школу «Тюменский Легион». Сезон 2014/15 отыграл за команду в МХЛ, затем перешёл в систему СКА. В КХЛ дебютировал 27 февраля 2018 года в гостевой игре против «Йокерита» (3:5) — в матче не принимали участие хоккеисты, выигравшие два дня назад олимпийский турнир в Пхёнчхане. 3 июля 2020 года подписал двухлетний контракт с «Металлургом» Магнитогорск.
Участник молодёжного чемпионата мира 2018.